# Kacha-ye Chahardeh
Kacha-ye Chahardeh (em persa: كاچاچهارده), também romanizada como Kāchā-ye Chahārdeh; também conhecida como Kāchā, Kachan, Kacheh, Kācheh, Kajjeh e Kāshā, é uma aldeia localizada no distrito rural de Chahardeh, no distrito central do condado de Astaneh-ye Ashrafiyeh, da província de Gilan, no Irã. No censo de 2006, sua população era de 964, em 329 famílias.